# ديريك ماي
ديريك ماي (بالإنجليزية: Derrick May)‏ هو لاعب كرة قاعدة أمريكي، ولد في 14 يوليو 1968 في روتشستر في الولايات المتحدة.

## وصلات خارجية
- ديريك ماي على موقع دوري كرة القاعدة الرئيسي (الإنجليزية)
- ديريك ماي على موقع الدوري الياباني لكرة القاعدة (الإنجليزية)
- ديريك ماي على موقعبيزبول رفرنس.كوم (الدوري الرئيسي) (الإنجليزية)
- ديريك ماي على موقعبيزبول رفرنس.كوم (الدوري الثانوي) (الإنجليزية)
- ديريك ماي على موقع إي إس بي إن.كوم (أم.أل.بي) (الإنجليزية)
- ديريك ماي على موقع مشجعي الرسوم البيانية (الإنجليزية)